# Forteresse de Taesong
La forteresse de Taesong (Chosŏn'gŭl : 산성, hanja : 大城 山城) était une forteresse datant du IIIe  au  Ve siècle du Royaume Koguryo. Elle se situe à Pyongyang, en Corée du Nord et fait partie des trésors nationaux de Corée du Nord.

## Description
Les murs de la forteresse ont une circonférence de 7 218 mètres, la forteresse protégeait la capitale, elle été bâtie au pied du mont Taesong et contient des puits, des entrepôts et des armureries. Elle est l'une des plus grandes fortifications en pierre de Corée. Il ne reste aujourd'hui que des vestiges de cette forteresse.